# Morebilus flinders
Morebilus flinders är en spindelart som beskrevs av Norman I. Platnick 2002. Morebilus flinders ingår i släktet Morebilus och familjen Trochanteriidae. Inga underarter finns listade i Catalogue of Life.